# Giovanni Maria Bottalla

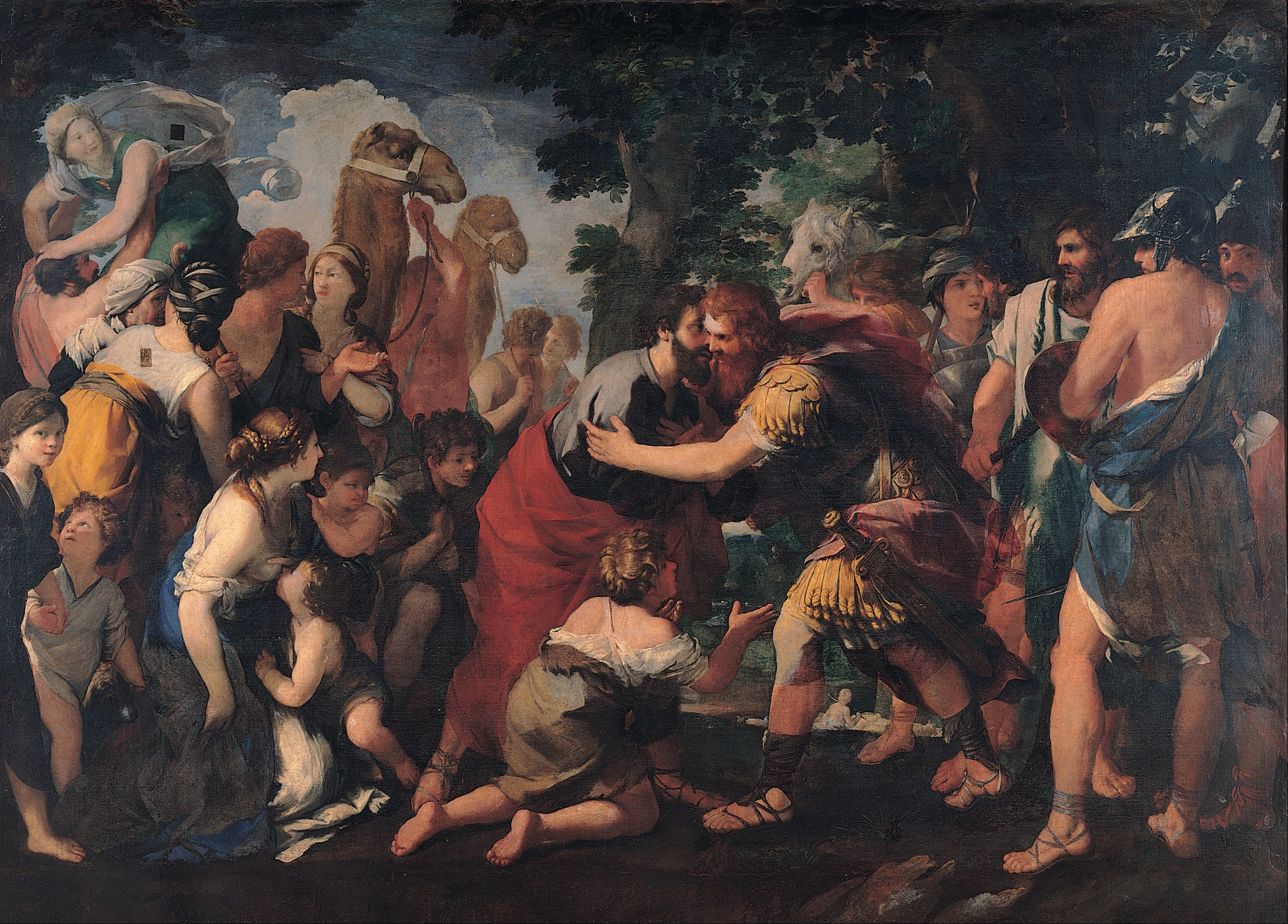
Giovanni Maria Bottalla: Begegnung von Jakob und Esau, ca. 1636–1641, Öl auf Leinwand, 238 × 334 cm, Kapitolinische Museen, Rom

Giovanni Maria Bottalla (auch: Botalla oder Bottala), genannt il Raffaellino oder Raffaellino da Savona (* 7. Februar 1613 in Savona; † 1644 in Mailand) war ein italienischer Maler des Barock.
Sein Vater Francesco Bottalla war laut Soprani ein einfacher aber ehrenwerter Mann, der seinem Sohn immerhin eine vernünftige Schulbildung ermöglichen konnte und ihn um 1625 zur künstlerischen Ausbildung nach Rom schickte. Dort machte Giovan Maria Studien und Kopien von Werken der großen Meister und fiel irgendwann dem Kardinal Giulio Sacchetti auf, der ihn unter seinen Schutz nahm und Bottalla wegen seiner gekonnten Kopien nach Raffael den Spitznamen Raffaellino gab. Sacchetti sorgte auch dafür, dass der junge Maler in der Werkstatt des Pietro da Cortona aufgenommen wurde.
Bottalla gehörte neben Giovanni Francesco Romanelli zu Cortonas Assistenten, als dieser zwischen 1626 und 1629 die Fresken der Villa Sacchetti in Castel Fusano malte, und ebenso beim berühmten Deckenfresko im Salone des Palazzo Barberini, wo er wahrscheinlich die monochromen Partien malte; sein Name erscheint nachweislich im Zeitraum von 1634 bis 1639 in den Barberini-Archiven. Laut einer Anekdote von Baldinucci sollen Romanelli und Bottalla 1637, als Cortona in Florenz weilte, versucht haben, das noch nicht fertige Barberini-Fresko zu Ende zu malen, und zogen sich damit nach der Rückkehr ihres Meisters dessen Zorn zu. Cortona habe Romanelli sofort aus seiner Werkstatt entlassen, soll aber Bottalla gegenüber gnädiger gewesen sein, der ihm weiter assistieren durfte.

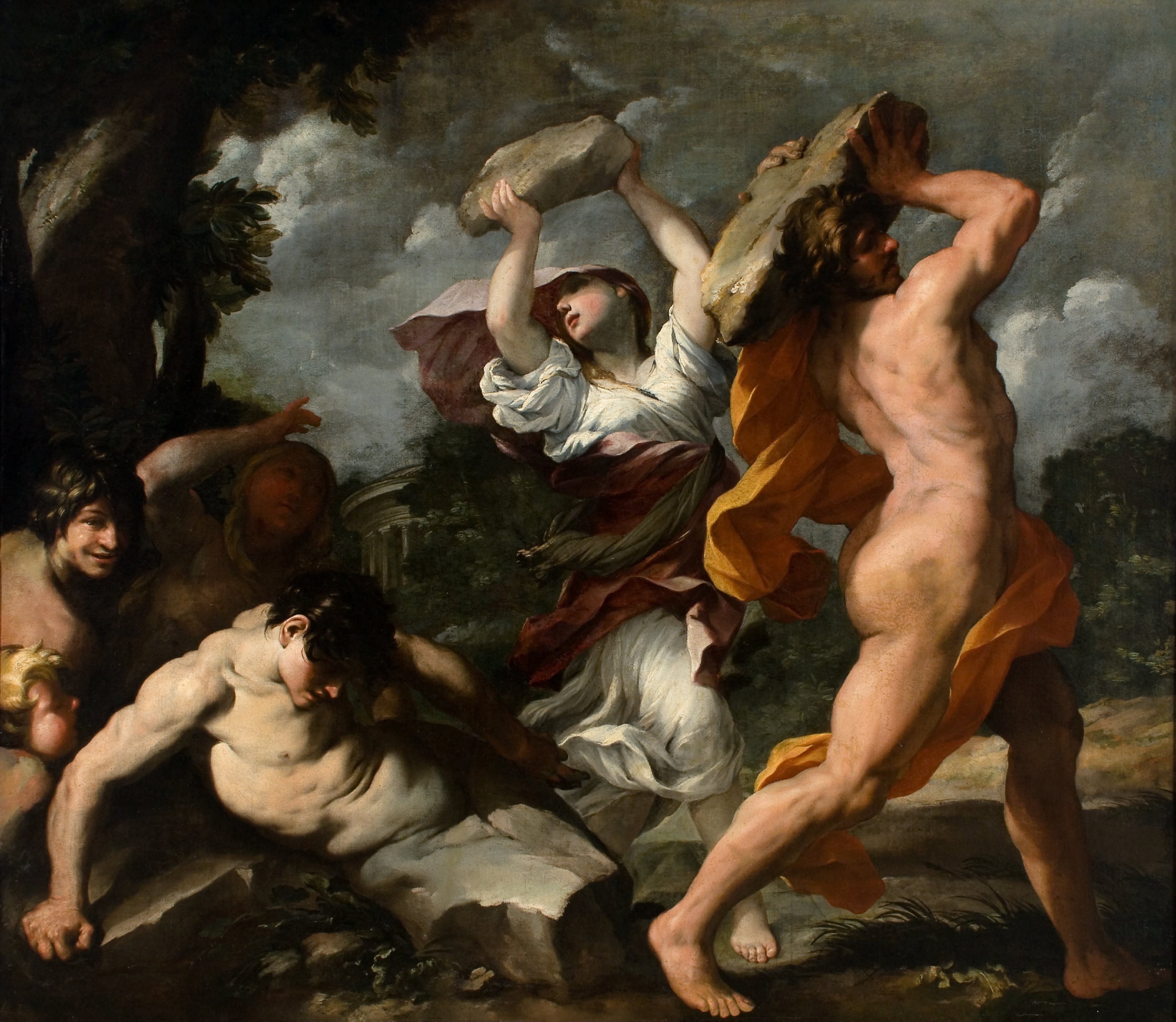
Deukalion und Pyrra, um 1635, Öl auf Leinwand, 181 × 206 cm, Museu Nacional de Belas Artes, Rio de Janeiro

Von Giovanni Maria Bottalla sind wegen seines frühen Todes nur wenige Werke bekannt, darunter die beiden außerordentlich gelungenen Gemälde Begegnung von Jakob und Esau sowie Joseph, verkauft von seinen Brüdern (unvollendet), die er 1641–1642 für Sacchetti malte und die sich heute in den Musei Capitolini in Rom befinden. Eine etwa um dieselbe Zeit entstandene Darstellung der Vertreibung Hagars von Bottallas Hand befand sich 1933 in einer Privatsammlung in Berlin (Voss, 1933).
Er reiste dann nach Neapel, wo er sehr gefragt gewesen sein soll und sowohl Ölgemälde als auch Fresken malte. Laut Scaramuccia habe er ein kleines Zimmerlein („picciol camerino“) in der Certosa di San Martino ausgemalt.
Wegen Streitigkeiten soll er 1643 Neapel verlassen haben und nach Genua gegangen sein. Dort war er der erste, der die Neuerungen des römischen Barock in der Cortona-Nachfolge in die ligurische Hauptstadt brachte.
Bottalla malte in Genua einen Hl. Sebastian und eine Darstellung von Deukalion und Pyrra (heute im Museum von Rio de Janeiro). Im Palazzo des Agostino Ayroli (später Palazzo Negrone) begann er außerdem mit einem Deckenfresko. Der Maler erkrankte jedoch so ernsthaft, dass er seine Arbeit unterbrechen musste, und reiste in Hoffnung auf Genesung nach Mailand, wo er nach kurzer Zeit 1644 mit nur 31 Jahren verstarb.
Sein Fresko im Palazzo Ayroli-Negrone wurde von Gioacchino Assereto fertiggestellt.

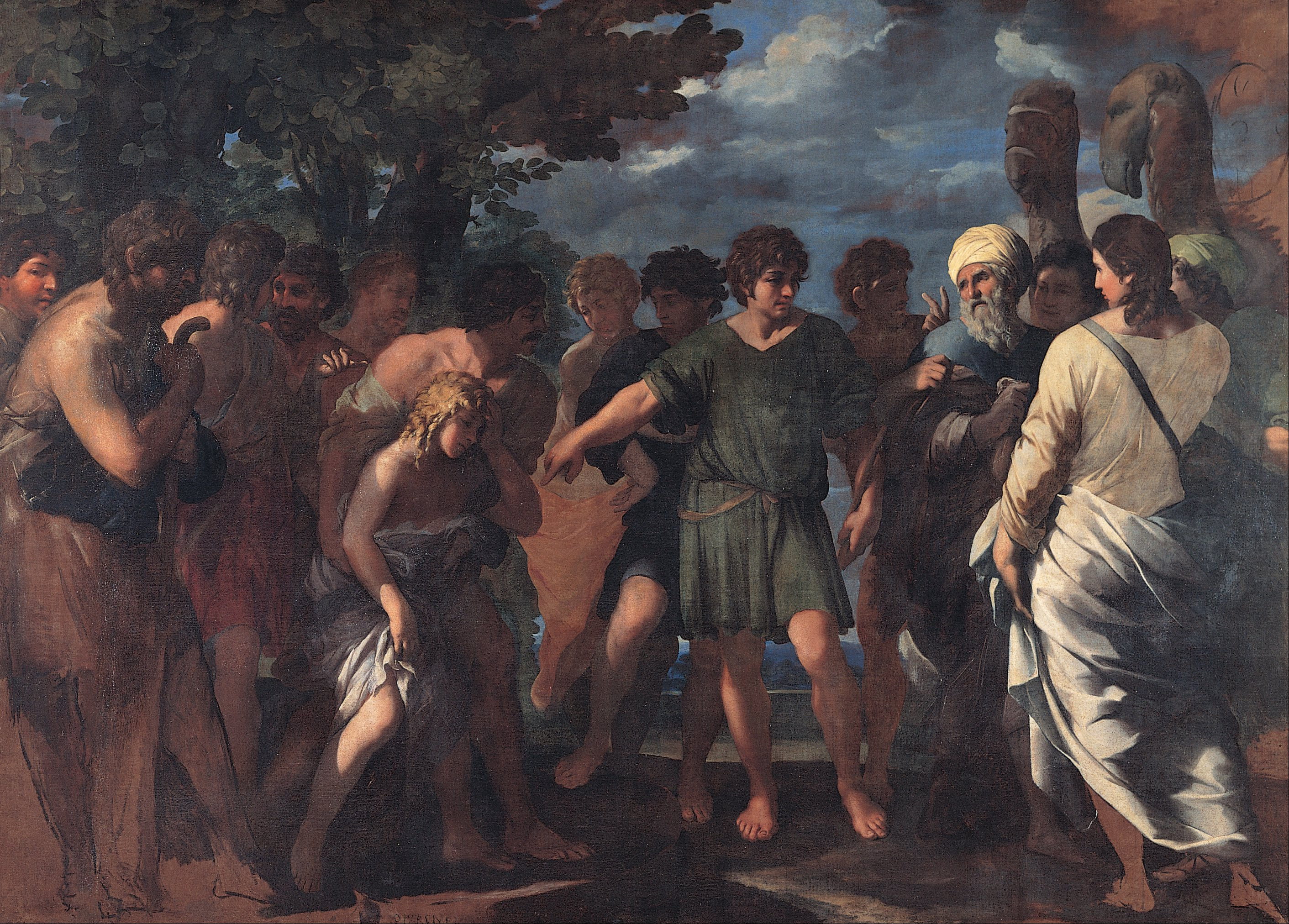
Giovanni Maria Bottalla: Joseph, verkauft von seinen Brüdern (unvollendet), ca. 1636–1642, Öl auf Leinwand, 233 × 325 cm, Kapitolinische Museen, Rom

## Einzelanmerkungen
1. 1 2 3  Rita Dugoni: Bottalla, Giovanni Maria [il Raffaellino], in: Grove Art online (englisch; vollständiger Abruf nur mit Abonnement)
2. ↑  Raffaello Soprani, Carlo Giuseppe Ratti: Vita di Gio. Maria Botalla, detto il Raffaellino, Pittore, in: Vite de’ Pittori, Scultori ed Architetti Genovesi; Tomo Primo, Stamperia Casamara, dalle Cinque Lampadi, Genua, 1768, S. 300–303, hier: 300 (online im Internetarchiv; italienisch; Abruf am 16. Mai 2021)
3. 1 2  Anna Lo Bianco: Pietro da Cortona e la grande decorazione barocca, Giunti Editore/Art e Dossier, Florenz/Mailand, 1992, S. 36
4. 1 2 3 4 5 6 7 8 9 10  Franco Sborgi: Bottalla, Giovanni Maria, in: Dizionario Biografico degli Italiani, Volume 13, 1971, online auf Treccani (italienisch; Abruf am 16. Mai 2021)
5. ↑  Anna Lo Bianco: Pietro da Cortona e la grande decorazione barocca, Giunti Editore/Art e Dossier, Florenz/Mailand, 1992, S. 35 und 37
6. ↑  Anna Lo Bianco: Pietro da Cortona e la grande decorazione barocca, Giunti Editore/Art e Dossier, Florenz/Mailand, 1992, S. 37–38

| Personendaten    | Personendaten                                                           |
| ---------------- | ----------------------------------------------------------------------- |
| NAME             | Bottalla, Giovanni Maria                                                |
| ALTERNATIVNAMEN  | Botalla; Bottala, Giovanni Maria; il Raffaellino; Raffaellino da Savona |
| KURZBESCHREIBUNG | italienischer Maler des Barock                                          |
| GEBURTSDATUM     | 7. Februar 1613                                                         |
| GEBURTSORT       | Savona                                                                  |
| STERBEDATUM      | 1644                                                                    |
| STERBEORT        | Mailand                                                                 |